# 리쿠젠아카이역
리쿠젠아카이역(일본어: 陸前赤井駅, りくぜんあかいえき)은 일본 미야기현 히가시마쓰시마시에 있는, 동일본 여객철도의 철도역이다.

## 역 구조
섬식 1면 2선 구조의 지상역이다.

### 타는 곳
| 1 | ■ 센세키 선 |        | (사용 중단 중)         |
| 2 | ■ 센세키 선 | (상행) | 야마토·리쿠젠오노 방면 |
| 2 | ■ 센세키 선 | (하행) | 이시노마키 방면        |

## 역세권 정보
- 동일본 여객철도 리쿠젠아카이 변전소
- 국도 제45호선

## 역사
- 1928년 11월 22일: 미야기 전기 철도(ja)의 전철역으로 영업 개시.
- 1944년 5월 1일: 국유화.
- 1987년 4월 1일: 민영화에 따라 동일본 여객철도의 소속이 되었다.
- 2003년 10월 26일: 스이카 도입.
- 2011년 3월 11일: 동일본 대지진으로 영업 휴지.
- 2011년 7월 16일: 야마토 ~ 이시노마키 구간이 운행을 재개함으로 영업 재개.
- 2012년 2월 4일: 새 역사 사용 개시.

## 인접역
| 동일본 여객철도 ■ 센세키 선  | 동일본 여객철도 ■ 센세키 선 | 동일본 여객철도 ■ 센세키 선        |
| ---------------------------- | --------------------------- | ---------------------------------- |
| 야모토 센다이 방면           | ■ 쾌속 ■ 쾌속               | 헤비타 이시노마키 방면             |
| 히가시야모토 아오바도리 방면 | ■ 보통                      | 이시노마키아유미노 이시노마키 방면 |